# الصحة في قطر

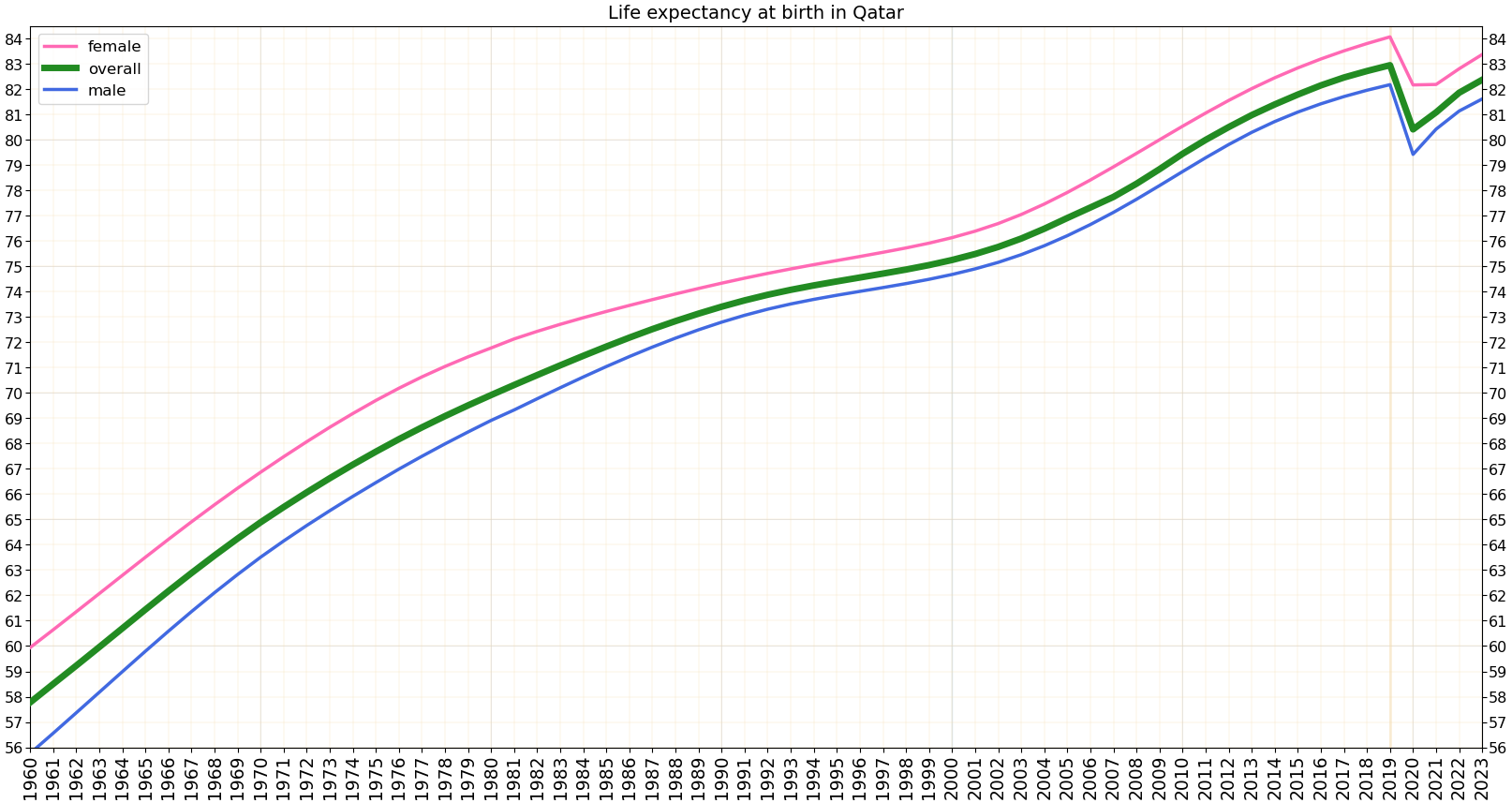
العمر المتوقع في قطر.

شهدت الصحة في قطر تحسنًا كبيرًا في العقود القليلة الماضية نتيجة لاستثمارات الحكومة الكبيرة في الرعاية الصحية، فقد انخفضت معدلات وفيات الأطفال بنسبة تزيد عن خمسين بالمائة منذ تسعينيات القرن العشرين. ويعد إنفاق قطر على الرعاية الصحية من أعلى الإنفاقات الصحية في منطقة الشرق الأوسط، إذ جرى استثمار 4.7 مليار دولار في الرعاية الصحية في عام 2014. ورغم التقدم الذي تحرزه البلاد في مجال الصحة إلا أن ارتفاع معدلات السمنة والسكري والاضطرابات الوراثية تحد من أثره. 
تشمل التغطية الصحية كل أرجاء البلاد. في عام 2013 بلغ معدل وفيات الرضع 7 لكل 1000 مولود وكان متوسط العمر المتوقع 79 عامًا.

## التعدادات السكانية
يبلغ عدد سكان قطر 2.3 مليون نسمة، 75% منهم من الذكور و94% من المهاجرين. ويبلغ عدد المواطنين القطريين نحو 250 ألف مواطن، ويبلغ متوسط دخلهم السنوي نحو 94 ألف دولار أمريكي في عام 2014.

## المخاوف الصحية

### السمنة
في عام 1980 كانت قطر رابع أكثر دولة تعاني من السمنة في العالم. وخلص تقرير حديث أجري في عام 2013 إلى أن قطر تحتل المرتبة الخامسة عالميًا من حيث معدلات السمنة. وكشف التقرير ذاته أن 22.1% من الفتيات تحت سن العشرين و33.5% من الأولاد تحت سن العشرين يصنفون على أنهم يعانون من السمنة.
يعاني 36.5% من الأولاد و23.6% من الفتيات في الفئة العمرية 12-17 عامًا من زيادة الوزن في عام 2003. توقع أن يعاني 73% من النساء و69% من الرجال من السمنة بحلول عام 2015.

### السكري
تعد قطر من بين الدول التي لديها أعلى معدلات السمنة والسكري والاضطرابات الوراثية في العالم. ولقطر أعلى معدل للسمنة بين الأولاد في منطقة الشرق الأوسط وشمال إفريقيا.